# グレート・アントニオ
グレート・アントニオ（The Great Antonio、本名：Antonio Barichievich、1925年10月10日 - 2003年9月7日）は、カナダのプロレスラー。クロアチア・ザグレブ出身。

## 来歴
1945年、クロアチア併合後のユーゴスラビアからカナダのノバスコシア州ハリファックスに移住。怪力自慢のストロングマンとしてスポーツ・エンターテインメントのキャリアを開始し、1952年には433トンの列車を19.8メートル引っ張ったとしてギネス世界記録に掲載され、1960年には乗客を乗せた4台の路線バスを引っ張ったとして再度ギネス世界記録に掲載されたという。
サーカスやカーニバルのアトラクションへの出演を本業としつつプロレスのリングにも上がり、1959年はテキサスのダラス地区を皮切りに、カナダやアメリカの各テリトリーを転戦。ヒューストンではトシ東郷&デューク・ケオムカの日系コンビ、カルガリーではモーリス&ポールのバション兄弟を相手に、それぞれハンディキャップマッチを行った。トロントではジン・キニスキーやハードボイルド・ハガティ、ミネアポリスではバーン・ガニアとも対戦。ミネアポリス地区（後のAWA）のカナダでの拠点だったウィニペグでは、10月2日にヘイスタック・カルホーンとの超巨漢対決も実現している。
1960年は5月から9月にかけてニューヨーク地区（後のWWWF）に出場し、ブルーノ・サンマルチノ、アントニオ・ロッカ、リッキー・スター、ベアキャット・ライト、ジョニー・ウォーカー、ルー・アルバーノらと対戦。ヒールのポジションでパンピロ・フィルポやドクター・ジェリー・グラハム、ワルドー・フォン・エリックともタッグを組んだ。
1961年5月、グレート東郷のブッキングで日本プロレスの『第3回ワールド大リーグ戦』に初来日。6月2日には蔵前国技館にて力道山のインターナショナル・ヘビー級王座に挑戦した。来日時は、羽田空港で報道陣にソファーを投げつけ、神宮外苑絵画館前で満員の大型バス3台（三菱ふそう車）を引っ張るなどのデモンストレーションを行い話題を集めた。しかし、試合自体は実力が伴わず、力道山とのタイトルマッチも2-0のストレート負け。また、観客動員への貢献を鼻にかけ、ボーナスの支払いや契約の延長を要求するなど増長した態度を見せたため、同シリーズに来日していたミスターXやカール・クラウザーらに制裁を加えられ、契約満了をもってシリーズ途中で帰国している（契約最終日となった6月9日の高松大会では、リング上でもミスターXから制裁を受けたという）。
帰国後はオクラホマ地区を経てテキサスのアマリロ地区に登場、10月12日に当時ドリー・ファンク・シニアが保持していたアマリロ版のNWA北米ヘビー級王座に挑戦している。同月18日と19日には "タフ" トニー・ボーンとの "2 out of 3 Falls Match" を行い、23日にはインディアンレスラーのスニー・ウォー・クラウドと対戦した。
翌月の11月8日には、ミズーリ州スプリングフィールドにおいて8人バトルロイヤルに出場。翌9日にもテキサス州ウィチタフォールズでの7人バトルロイヤルにダニー・ホッジらと共に出場した。これ以降、1963年4月13日のメイン州バンゴーでのハンディキャップマッチを最後に、アメリカでの試合記録は残っていない。その後はサーカス業界に戻ったとされている（カナダでは、1964年と1965年、そして1971年に試合記録が残っている）。
1977年10月、新日本プロレスの『闘魂シリーズ第2弾』開幕戦に突如乱入。16年ぶりの再来日を果たし、中堅・若手選手とのハンディキャップマッチや坂口征二とのシングルマッチ（12月1日、大阪府立体育館）を経て、最終戦の12月8日に蔵前国技館でアントニオ猪木と対戦するも惨敗した。この再来日時にもバスを引っ張るデモンストレーションを行ったが、北海道室蘭市で道南バスの観光バス1台（日産ディーゼル車）を引っ張ったにとどまった。この猪木戦を最後にプロレスの世界からは完全に足を洗う。
1981年公開の『人類創世』には俳優として出演し、モントリオールの地方テレビ局に出演するなどしていたが、その後定職に就くことはなく、経済的に困窮し、自身のポストカードを売るなどするホームレスとなり晩年の20年程を過ごしていた。同市内の駅のホームやドーナツ店でよく見かけられ、自身を地球外生命体であると主張するなど、地元では奇矯な行動をする人物として愛されていた。
2003年9月7日、モントリオールにて、心臓発作により死去。77歳没。死後に彼を顕彰する壁画やベンチなどが市民により作られている。彼の晩年の蒐集物は「長年に渡りメモされてきた紙切れ、世界中の書物の切り抜き、そしてゴミ袋」であったといい、彼の死後にその膨大な蒐集物の中からビル・クリントンの事務所からの手紙や、ピエール・トルドー、ライザ・ミネリ、リー・メジャース、ソフィア・ローレン、ジョニー・カーソンらの古い写真などが発見されたという。
グレート・アントニオの名はカナダ人の間では著名な存在であり、カナダ出身の著述家であるイリース・グラベルは、彼を題材とした子供向けの絵本を描き、カナダを拠点にする音楽グループであるMes Aïeuxは2008年、ザ・バール・ブラザースは2017年に 、それぞれ彼を題材とした楽曲を発表している。

## 得意技
- ボディ・プレス
- ハンマー・パンチ